# Stazione di Pove del Grappa-Campese
La stazione di Pove del Grappa-Campese era una fermata ferroviaria posta sulla linea Trento-Venezia. Serviva i centri abitati di Pove del Grappa e di Campese.

## Storia
La fermata, originariamente denominata "Pove-Campese", venne attivata il 1º giugno 1923.
Il 15 maggio 1951 assunse la nuova denominazione di "Pove del Grappa-Campese".